# Helwan (gobernación)

Localización de la Gobernación de Helwan en el mapa político de Egipto.

La Gobernacíon de Helwan (en idioma árabe: محافظة حلوان) era una de las veintinueve gobernaciones de Egipto. Fue creada en abril de 2008 y disuelta en abril de 2011.
Estaba situada hacia el norte del país, junto al Delta, en el valle del Nilo, de coordenadas 29°51′N 31°20′E / 29.850, 31.333. Su capital era la ciudad de Helwan. 
En abril de 2008, la gobernación de El Cairo fue dividida en dos, El Cairo y Helwan. El Doctor Hazem Al-Kuwaidi, planificador urbano y Antiguo Presidente de la Autoridad General de Planificación Física, es el primer gobernador de Helwan, que abarca la mayor parte de los suburbios de El Cairo, los nuevos centros urbanos y los pueblos rurales del sur.

## Demografía
Residían en la Gobernación de Helwan más 643.327 habitantes (censo del 2006). Al ser una de las gobernaciones más recientemente creadas en la República Árabe de Egipto, puede sufrir varios cambios en el número de habitantes.